# 1964 a filmművészetben

## Események
- február 1. – A Paramount Pictures az NBC-nek eladja 60 millió dollárért filmjeinek televíziós sugárzási jogait.
- július – A Berlini Nemzetközi Filmfesztivál végén a filmesek felháborodásuknak adnak hangot, mert Németországban morális vita keletkezik olyan filmek körül, mint például A csend, melyet megbotránkoztatónak találnak. A kritikusok szerint a zsűri döntése az ártalmatlan középszerűséget részesítette előnyben a művészfilmekkel szemben.
- Jean-Luc Godard a filmcenzúrának engedve kénytelen megváltoztatni A férjes asszony filmcímét Egy férjes asszony-ra, mert ezzel már nem kérdőjelezi meg a házasság intézményét.

## Sikerfilmek
Észak-Amerika
1. Kalandorok (The Carpetbaggers)- rendező Edward Dmytryk
2. Az elsüllyeszthetetlen Molly Brown – rendező Charles Walters
3. Mary Poppins – rendező Robert Stevenson
4. Goldfinger – rendező Guy Hamilton
5. Father Goose – rendező Carroll Ballard

## Magyar filmek
- 58 másodperc – rendező Gyarmathy Lívia
- A pénzcsináló – rendező Bán Frigyes
- Az életbe táncoltatott leány  – rendező Banovich Tamás
- Álmodozások kora – rendező Szabó István
- Bábolna, 1964 – rendező Máriássy Félix
- Bóbita – rendező Mészáros Márta
- Egy ember aki nincs – rendező Gertler Viktor
- Egy óra magánélet – rendező Gyarmathy Lívia
- Ezer év – rendező Máriássy Félix
- Festők városa – Szentendre – rendező Mészáros Márta
- Férjhez menni tilos – rendező Zsurzs Éva
- Ha egyszer húsz év múlva – rendező Keleti Márton
- Igen – rendező Révész György
- Karambol – rendező Máriássy Félix
- Kitörés – rendező Sándor Pál
- Kiáltó – rendező Mészáros Márta
- Levelek Júliához – rendező Kardos Ferenc
- Mersuch és a szamár – rendező Máriássy Félix
- Mit csinált felséged 3-tól 5-ig? – rendező Makk Károly
- Miért rosszak a magyar filmek? – rendező Fejér Tamás
- Másfél millió – rendező Palásthy György
- Nehéz emberek – rendező Kovács András
- Nem az én ügyem – rendező Máriássy Félix
- Nyáron egyszerű – rendező Bacsó Péter
- Négy lány egy udvarban – rendező Zolnay Pál
- Özvegy menyasszonyok – rendező Gertler Viktor
- Romantikus történet – rendező Macskássy Gyula
- Új Gilgames – rendező Szemes Mihály
- Világos feladja – rendező Várkonyi Zoltán
- Váltás – rendező Keleti Márton

## Díjak, fesztiválok
Oscar-díj (április 13.)
- Film:Tom Jones
- Rendező: Tony Richardson – Tom Jones
- Férfi főszereplő: Sidney Poitier – A mezők liliomai
- Női főszereplő: Patricia Neal – Hud
- Külföldi film: 8 és fél – Federico Fellini

1964-es cannes-i filmfesztivál
- Páger Antal színészi játékát a zsűri a legjobb férfi alakítás díjával ismerte el.

Berlini Nemzetközi Filmfesztivál
- Arany Medve: Száraz nyár – Ismail Metin
- Ezüst Medve: Szignál – Raimond Ruchl
- Rendező: Szatjadzsit Raj – Mmahanager
- Férfi főszereplő: Rod Steiger – A zálogházas
- Női főszereplő: Hidari Szacsiko – Férfi és nő

Velencei Nemzetközi Filmfesztivál
- Arany Oroszlán – Vörös sivatag
- Férfi főszereplő: Tom Courtenay – A királyért és a hazáért
- Női főszereplő: Harriet Anderson – Szeretni

## Születések
- január 7. – Nicolas Cage, színész
- január 13. – Penelope Ann Miller, színésznő
- január 18. – Jane Horrocks, színésznő
- február 15. – Chris Farley, színész
- március 9. – Juliette Binoche, színésznő
- március 17. – Rob Lowe, színész
- április 24. – Djimon Hounsou, színész
- május 5. – Kálomista Gábor, producer
- június 15. – Courteney Cox, színésznő
- július 26. – Sandra Bullock, színésznő
- szeptember 2. – Keanu Reeves, színész
- szeptember 30. – Monica Bellucci, színésznő
- november 9. – Robert Duncan McNeill, színész

## Halálozások
- január 29. – Alan Ladd, színész
- március 23. – Peter Lorre, színész
- augusztus 28. – Gracie Allen, színésznő
- szeptember 28. – Harpo Marx, humorista
- november 24. – Mányai Lajos, színész

## Filmbemutatók
- Egy maréknyi dollárért –  főszereplő Clint Eastwood, rendező Sergio Leone
- Egy nehéz nap éjszakája – főszereplő The Beatles
- Felügyelő életveszélyben – főszereplő Peter Sellers
- Ghidorah, the Three-Headed Monster
- Goldfinger
- Good Neighbor Sam – főszereplő Jack Lemmon
- Hamlet
- A homok asszonya
- Majd most kiderül  – főszereplő Tony Curtis, Natalie Wood, Henry Fonda, Lauren Bacall, rendező Richard Quine
- Mary Poppins – főszereplő Julie Andrews
- Mothra vs. Godzilla
- My Fair Lady – főszereplő Audrey Hepburn, Rex Harrison, rendező George Cukor
- Onibaba – rendező Sindó Kaneto
- Roustabout – főszereplő Elvis Presley
- Dr. Strangelove, avagy rájöttem, hogy nem kell félni a bombától, meg is lehet szeretni – rendező Stanley Kubrick
- Szerelmi partraszállás
- A Római Birodalom bukása
- A rózsaszínű párduc – főszereplő Peter Sellers, rendező Blake Edwards
- Unokatestvéri csókok – főszereplő Elvis Presley
- Viva Las Vegas – főszereplő Elvis Presley
- Vörös sivatag – főszereplő Monica Vitti, Richard Harris, rendező Michelangelo Antonioni